# Upper Stewartsville
Upper Stewartsville es un lugar designado por el censo ubicado en el condado de Warren en el estado estadounidense de Nueva Jersey. En el año 2010 tenía una población de 212 habitantes.

## Geografía
Upper Stewartsville se encuentra ubicado en las coordenadas 40°42′10.1″N 75°7′10.01″O / 40.702806, -75.1194472.